# Fiat 3
Fiat 3/3A/3Ter – samochody osobowe produkowane przez FIAT-a w latach 1910–1921.
Był to następca średniej klasy modelu Fiat 20-30 HP i w niektórych źródłach określany jest taką samą nazwą. Produkowany był przez 11 lat z licznymi zmianami konstrukcyjnymi i w różnych typach nadwozia.
Wyróżnia się trzy generacje modelu, które różniły się wprowadzeniem zmian konstrukcyjnych i jednostek napędowych:
- Fiat 3 (1910–1912) - wyposażony w silnik dolnozaworowy o pojemności 3967 cm3 i mocy 30 KM (przy prędkości obrotowej 1600 rpm) umieszczony z przodu. Napęd na koła tylnej osi, poprzez czterobiegową skrzynkę biegów (plus bieg wsteczny) przekazywany był za pomocą wału napędowego. Nowością w porównaniu z wcześniejszymi modelami Fiata było zastosowanie oddzielnej obudowy dla silnika i skrzyni biegów. Samochód posiadał instalację elektryczną zasilającą światła tylne i oświetlenie wnętrza z akumulatora o napięciu 11 V. Lampy przednie w dalszym ciągu były acetylenowe. Nadwozie o konstrukcji stalowej występowało w wariantach otwartym (tourer) oraz zamkniętym (landaulet) i mieściło 4-6 pasażerów. Maksymalna prędkość wynosiła 65-80 km/h. Wyprodukowano ok. 850 egzemplarzy.

- Fiat 3A (1912–1921) - w odróżnieniu od poprzedniej wersji wyposażony był w silnik dolnozaworowy o pojemności 4396 cm3 i mocy 40 KM co pozwalało na osiągnięcie prędkości maksymalnej 80km/h. Od 1915 roku zmodernizowana instalacja elektryczna o napięciu 12 V po raz pierwszy zasilała również światła przednie oraz elektryczny rozrusznik. Powstawał tylko w jednej wersji nadwoziowej jako tourer, sprzedawano jednak również konstrukcje do zabudowy. Powstało ok. 2150 egzemplarzy.

- Fiat 3Ter (1912–1915) - odmiana Fiata 3A wyposażona w ten sam silnik, ale o zmniejszonym rozstawie osi dla spełnienia wymagań stawianych przez armię. Dzięki zmniejszeniu wymiarów i masy uzyskiwał prędkość maksymalną 90 km/h, a w późniejszej wersji silnika o mocy podniesionej do 45 KM uzyskiwał 95km/h. Występował w wersji nadwoziowej tourer i landauet. Wyprodukowano ok. 600 egzemplarzy, które w większości trafiły na potrzeby armii, w tym również zagranicznych.

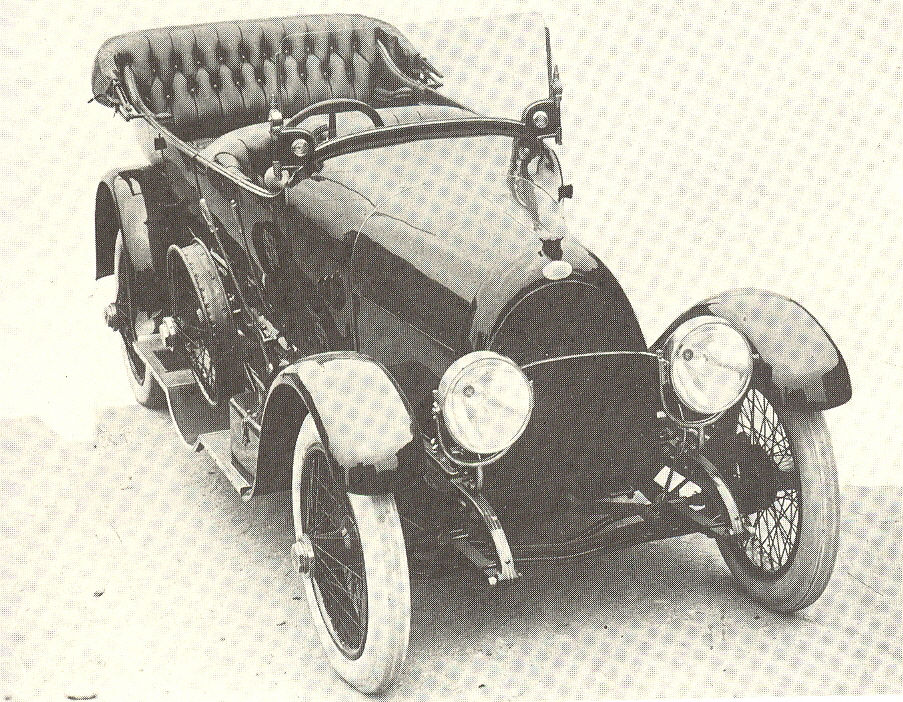
Fiat 3A
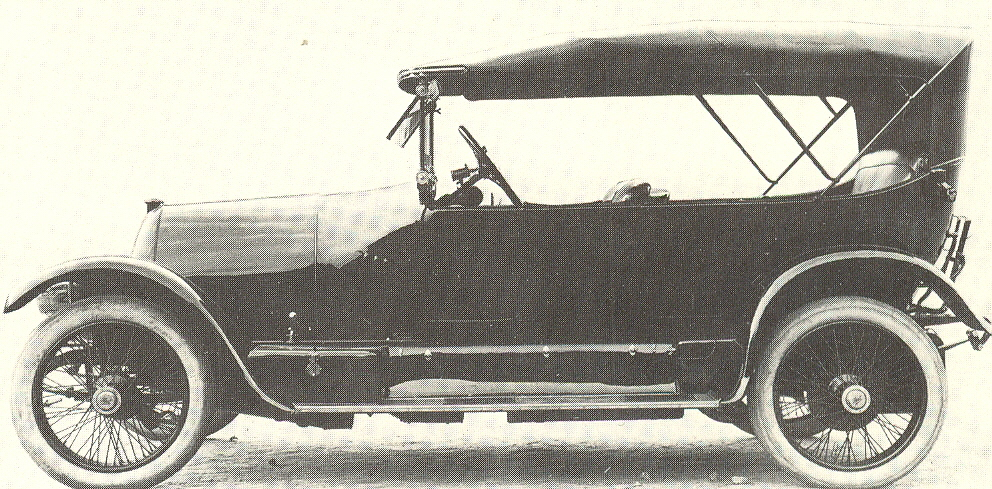
Fiat 3Ter

W latach 1910–1911 w oparciu o podwozie Fiata 3 lub Fiata 4 wyprodukowano ok. 50 egzemplarzy samochodu Fiat 7 wyposażonego w sześciocylindrowy silnik o pojemności 3920 cm3 i mocy 25 KM co pozwalało na osiągnięcie prędkości maksymalnej 75 km/h. Do przeniesienia napędu służył wał napędowy. Prawdopodobnie nie zachowały się żadne zdjęcia tego pojazdu.